# Zugelassene Überwachungsstelle
Zugelassene Überwachungsstellen (ZÜS) wurden im Rahmen der Liberalisierung des Prüfwesens in Deutschland eingeführt und führen seit dem 1. Januar 2006 diejenigen Prüfungen durch, die vorher von den amtlich anerkannten Sachverständigen der Überwachungsorganisationen durchgeführt wurden. Damit wurde ein Wechsel vom personengebundenen Prüfwesen (Sachverständigen) zum organisationsbezogenen Prüfwesen (zugelassene Überwachungsstellen) vollzogen. Die rechtlichen Grundlagen sind im Gesetz über überwachungsbedürftige Anlagen enthalten.
Zugelassene Überwachungsstellen sind beispielsweise Lloyd’s Register, TÜV, DEKRA, GTÜ und SGS sowie die zugelassenen Prüfstellen von großen Unternehmen.

## Aufgaben
Zugelassene Überwachungsstellen führen auf der Grundlage der Betriebssicherheitsverordnung (BetrSichV) vorgeschriebene und ggf. behördlich angeordnete Prüfungen an bestimmten überwachungsbedürftigen Anlagen durch. Gemäß den Vorgaben der BetrSichV sind zugelassene Überwachungsstellen für nachstehende Aufgaben vorgesehen:
- Erstellen einer gutachterlichen Äußerung für die überwachungsbedürftigen Anlagen, für die bei der zuständigen Behörde eine Erlaubnis beantragt werden muss
- Prüfungen vor Inbetriebnahme von bestimmten überwachungsbedürftigen Anlagen
- Wiederkehrende Prüfungen von bestimmten überwachungsbedürftigen Anlagen
- Überprüfung der vom Betreiber ermittelten Prüffrist, sofern die wiederkehrende Prüfung durch zugelassene Stellen durchzuführen ist
- Der zuständigen Behörde die Mängel anzeigen, durch die Beschäftigte oder Dritte gefährdet werden
- Sicherheitstechnische Beurteilung bei einem Unfall bzw. Schadensfall

Darüber hinaus können in der Regel die zugelassenen Überwachungsstellen auch für Prüfungen beauftragt werden, die gemäß BetrSichV auch von befähigten Personen durchgeführt werden dürfen.

## Erteilung der Befugnis und Benennung
Bevor zugelassene Überwachungsstellen tätig sein dürfen, muss deren Kompetenz und Eignung durch die ZLS (Zentralstelle der Länder für Sicherheitstechnik) in mindestens einem der Anwendungsbereiche Druckgeräte, Aufzuganlagen oder Explosionsschutzanlagen nachgewiesen werden. Die Richtlinien über Anforderungen an zugelassene Überwachungsstellen, ausgegeben von der ZLS, müssen dabei eingehalten werden. Für jedes Bundesland, in dem diese zugelassenen Überwachungsstellen tätig sein wollen, müssen sie von den jeweiligen Landesbehörden benannt werden. Mittlerweile übernimmt die ZLS für die Landesbehörden (außer für Mecklenburg-Vorpommern sowie Hamburg) diese Benennung. Für das Benennungsverfahren haben die Bundesländer entsprechende Verordnungen erlassen.